# Мариестад
Мариестад (швед. Mariestad) — город в лене Вестра-Гёталанд Швеции. Расположен на юго-восточном берегу озера Венерн. Является центром коммуны Mariestad. До 1997 года являлся столицей Скараборга, а в период 1583—1646 был резиденцией епископства Церкви Швеции.

## История
Населённый пункт был основан в 1583 году сыном короля Густава Васа, герцогом Карлом, и впоследствии королём Карлом IX, назвавшим город в честь своей жены Анны Марии Пфальцской. На гербе города и коммуны изображён бык, поднимающийся из водного потока. Это якобы воспроизводит аналогичное событие, которое, согласно истории, наблюдала Анна Мария Пфальцская в Мариестаде, в заливе реки Tidan, когда впервые прибыла туда.
Вместе с городом Кальмар Мариестад является одним из двух шведских городов с собором, но без епископства. В период 1583—1646 годов по политическим причинам епархия Мариестада возглавлялась суперинтендентом, а не епископом. Затем в 1647 году руководство было переведено в Карлстад и епархия Мариестада была поглощена епархией Скара.
Мариестад длительное время является административным центром, в 1660 году в нём размещалась центральная администрация и административный совет лёна Скараборг, что обеспечило городу стабильное развитие. Но в связи с образованием лёна Вестра-Гёталанд, Мариестад потерял большую часть административно-управленческих функций. В конце XIX—начале XX века Мариестад претерпел промышленный подъём.

### Административные преобразования
Мариестад был основан в 1583 году путём выделения из прихода Лексбергс и в ходе муниципальной реформы 1862 года преобразован в город. В 1952 году к нему был присоединён приход/коммуна Лексбергс, к которой ранее и относилась часть населённого пункта. В 1971 году образована городская коммуна с административным центром в Мариестаде.
В церковном плане Мариестад относился к мариестадской общине кроме тех районов, которые относились к лексбергской общине, и лишь в 2006 были переданы в мариестадскую общину.

## Промышленность и инфраструктура
После Второй мировой войны в городе было несколько крупных производственных предприятий, в частности, пивоварни и спичечная фабрика. Городская пивоварня действует до сих пор, производя популярное пиво под маркой Mariestads. В Мариестаде компанией Tidan производятся розетки и выключатели известной марки Unica.
Также город является местом расположения ряда промышленных предприятий в отрасли товаров для дома (Electrolux), бумажной промышленности и изготовления мебели.
В Мариестаде есть железнодорожная станция линии Kinnekullebanan, с которой можно добраться до Гётеборга и Эребру.

## Достопримечательности
Наиболее известной достопримечательностью города является кафедральный собор Мариестада. Замок Marieholm был королевской резиденцией и сейчас в нём размещено несколько музеев.